# ゴブラン織

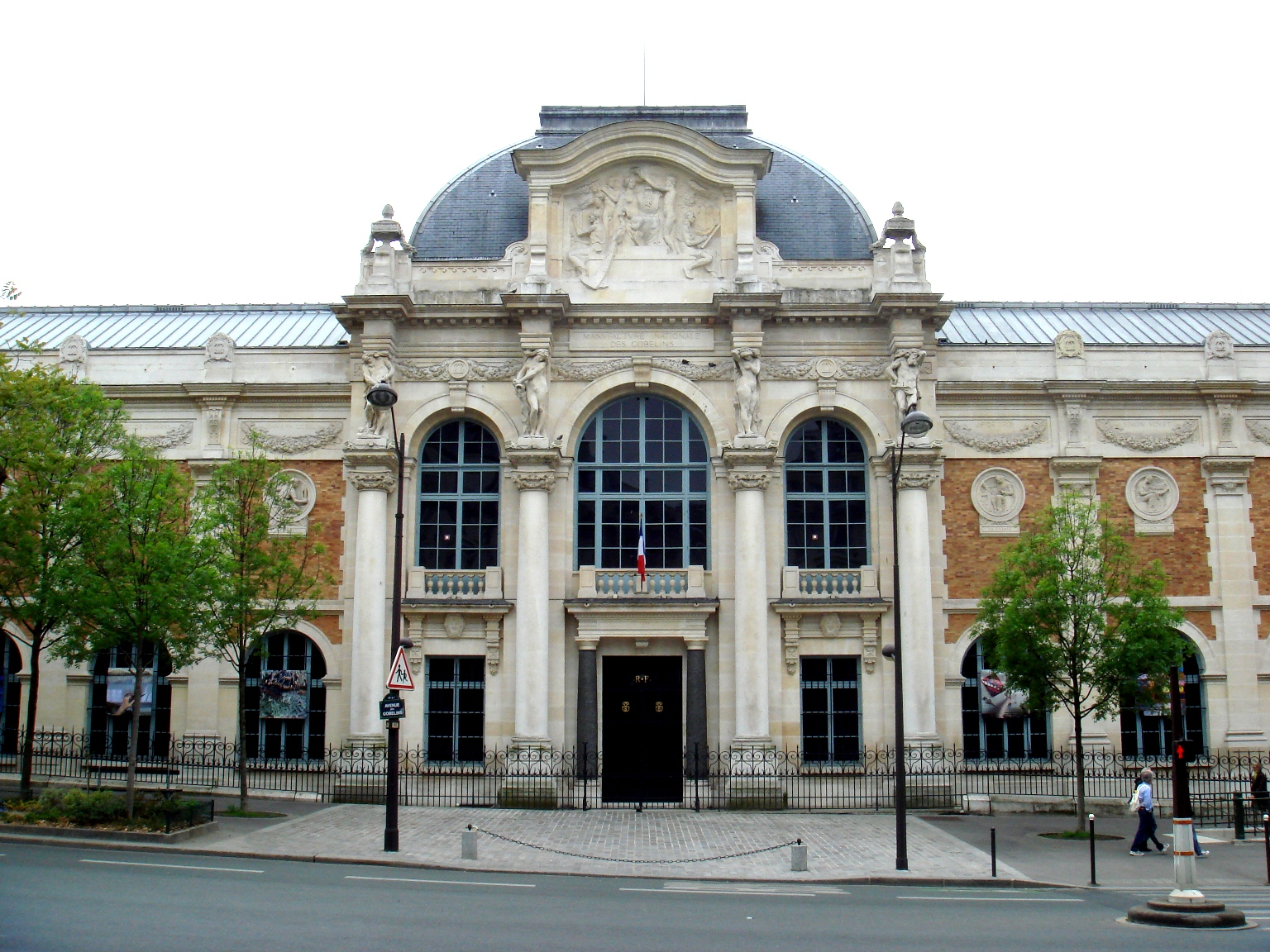
Manufacture des Gobelins, Paris.

ゴブラン織（ゴブランおり）とは、フランスのゴブラン工場で製作されたタペストリーである。ゴブラン工場（Manufacture des Gobelins）はフランス、パリ市、13区、地下鉄レ・ゴブラン駅の近くavenue des Gobelins42にある工場である。 
ルイ14世以来、王立工場として王室向けにタペストリーなど織物を生産していたことでよく知られる。現在ではフランス文化省の「国有動産及び絨毯並びにタペストリーの工場の総合管理所（Administration générale du Mobilier national et des Manufactures nationales de tapis et tapisseries）」である。
工場はガイドツアーのために予約を受けて月曜日と特別な祝日以外の日に週に何度か開放される。
ゴブラン・ギャラリー（Galerie des Gobelins）は1937年にオーギュスト・プレによって工場敷地内の庭に建設され、フランスのマニファクチュアのタペストリーと国有動産（w:Mobilier national）の家具調度品の美術館として提供されている。

## 王立工場

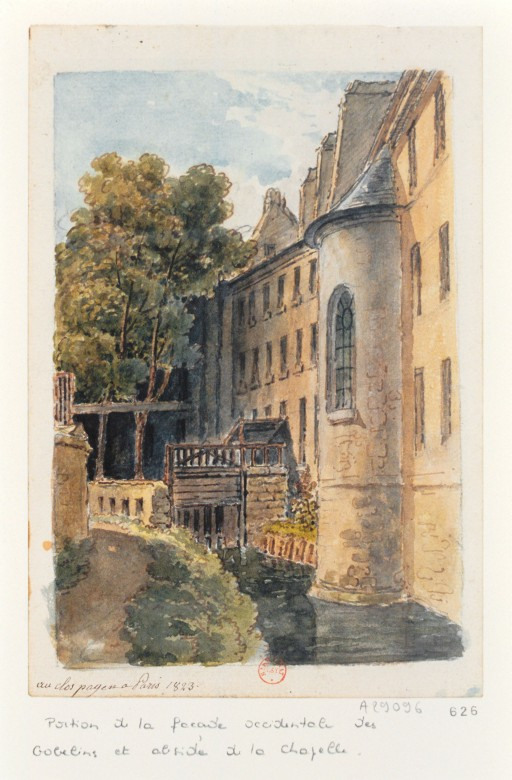
Rear view of the Gobelin Manufactory, adjoining the Bièvre river, in 1830.

ゴブラン家は染色家の一族で、15世紀半ばにパリのビエヴル川岸のフォーブール・サン・マルセル（Faubourg Saint-Marcel）に本拠を構えた。

### コマン-ラ・プランシュ作業所

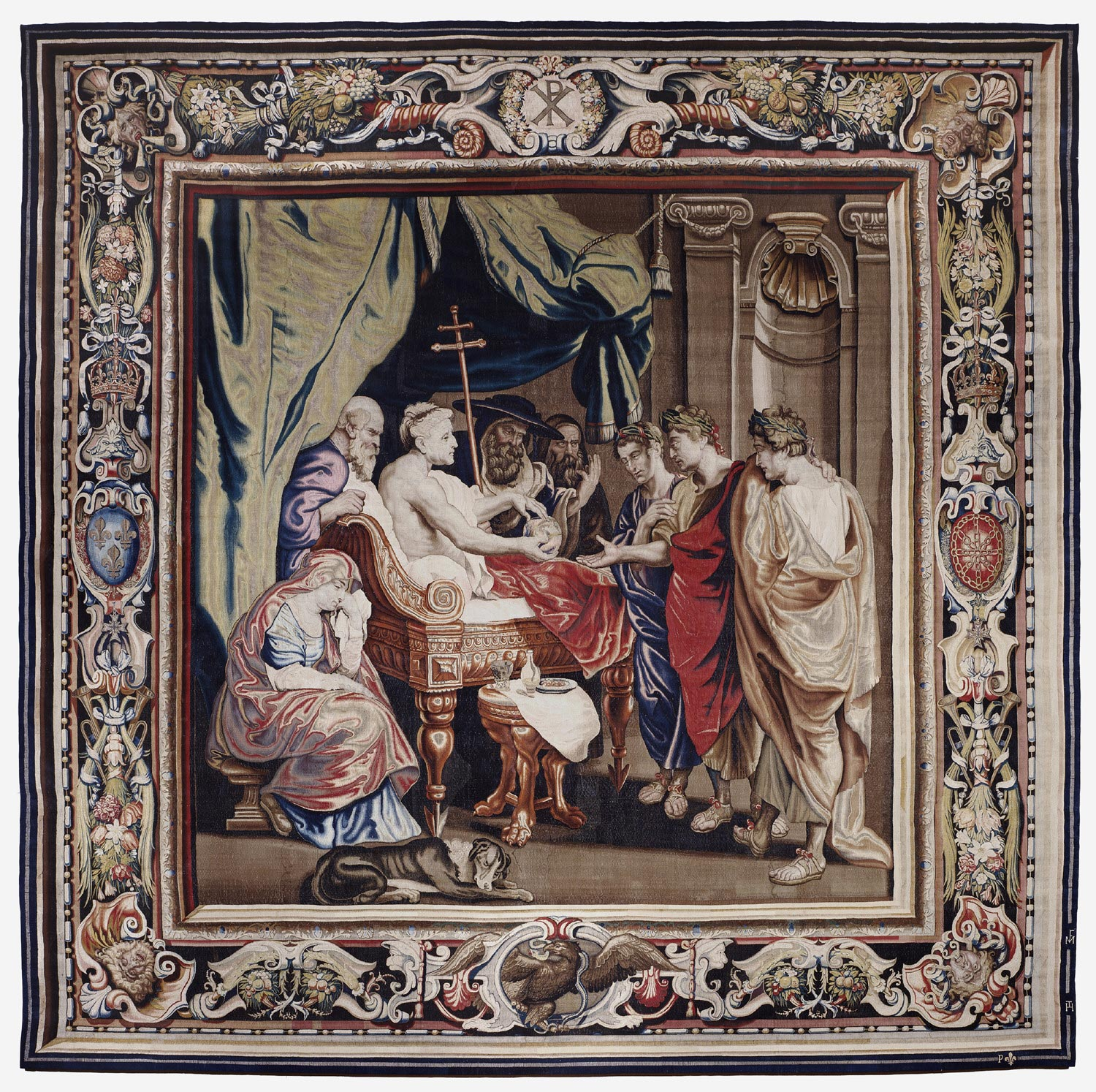
Death of Constantine tapestry (one in a series) after a design by Rubens woven by Filippe Maëcht and Hans Taye in the Comans-La Planche workshop, 1623-1625

1602年、アンリ4世はフランドルのタペストリー製作者マルク・ド・コマンとフランソワ・ド・ラ・プランシュのために、現在のゴブラン工場のあるビエヴル川に隣接した土地をゴブラン家から借りた。
1629年に、彼らの息子のシャルル・ド・コマンとラファエル・デ・ラ・プランシュは父たちのタペストリーの作業所を引き継ぎ、1633年にはシャルルはゴブラン工場長となった。
彼らのパートナーシップは1650年に終わり、2つに分かれた。この早い時期からのフラマンのタペストリーは「プレ・ゴブラン」を呼ばれることがある。

### コルベールとルブラン
1662年、フォーブール・サン・マルセルの作業所は、隣接地とともに、ルイ14世の財務総監ジャン＝バティスト・コルベールが購入し、総合的に内装用品が生産されるようになった。ここではタペストリーやすべての種類の家具調度品のデザインが王室御用画家シャルル・ルブランの監督下で行われた。彼は監督、首席デザイナーを1663年から1690年まで務めた。
ルイ14世の財政的な問題のために、1694年に工場は閉鎖された。しかし1697年には王室御用達のタペストリーの工場として再開した。
そこは、工場の操業が中断するフランス革命の時までボーヴェ・タペストリー製作所と肩を並べていた。
復古王政期の間ブルボン家は工場を再開させた。1826年、絨毯の生産がタペストリーのそれに加わった。1871年、パリ・コミューンの乱で建物一部が焼失した。工場はいまも国営工場として操業している。

## 歴史的な見どころ
こんにち、工場は4つの不規則な建物のセットから構成されている。17世紀のものに加えて1871年の火災ののちavenue des Gobelinsに面して1912年にw:Jean-Camille Formigéによって建てられたものである。
これらにはルブランの邸宅とヴェルサイユ公園のブロンズ像のほとんどを鋳造したとき役だった作業所も17世紀以降の技術でタペストリーを織る機織機と同様に含まれる。
ゴブラン織はいまも限られた数のタペストリーがフランス政府の建物を飾るために生産されている。

## ギャラリー

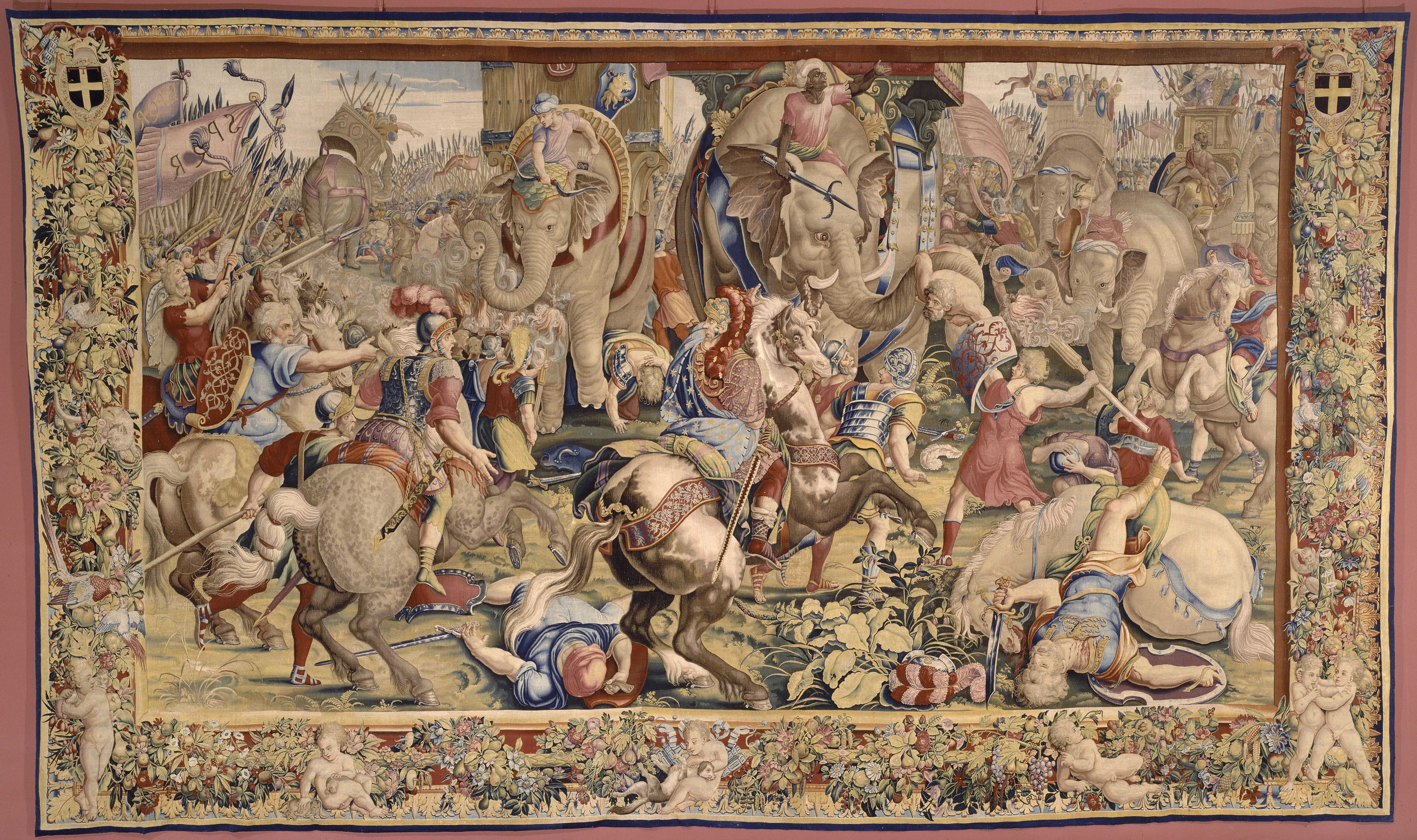
Battle of Zama, Gobelin tapestry after Jules Romain, manufactured for Louis XIV in 1688-1690. Louvre Museum.
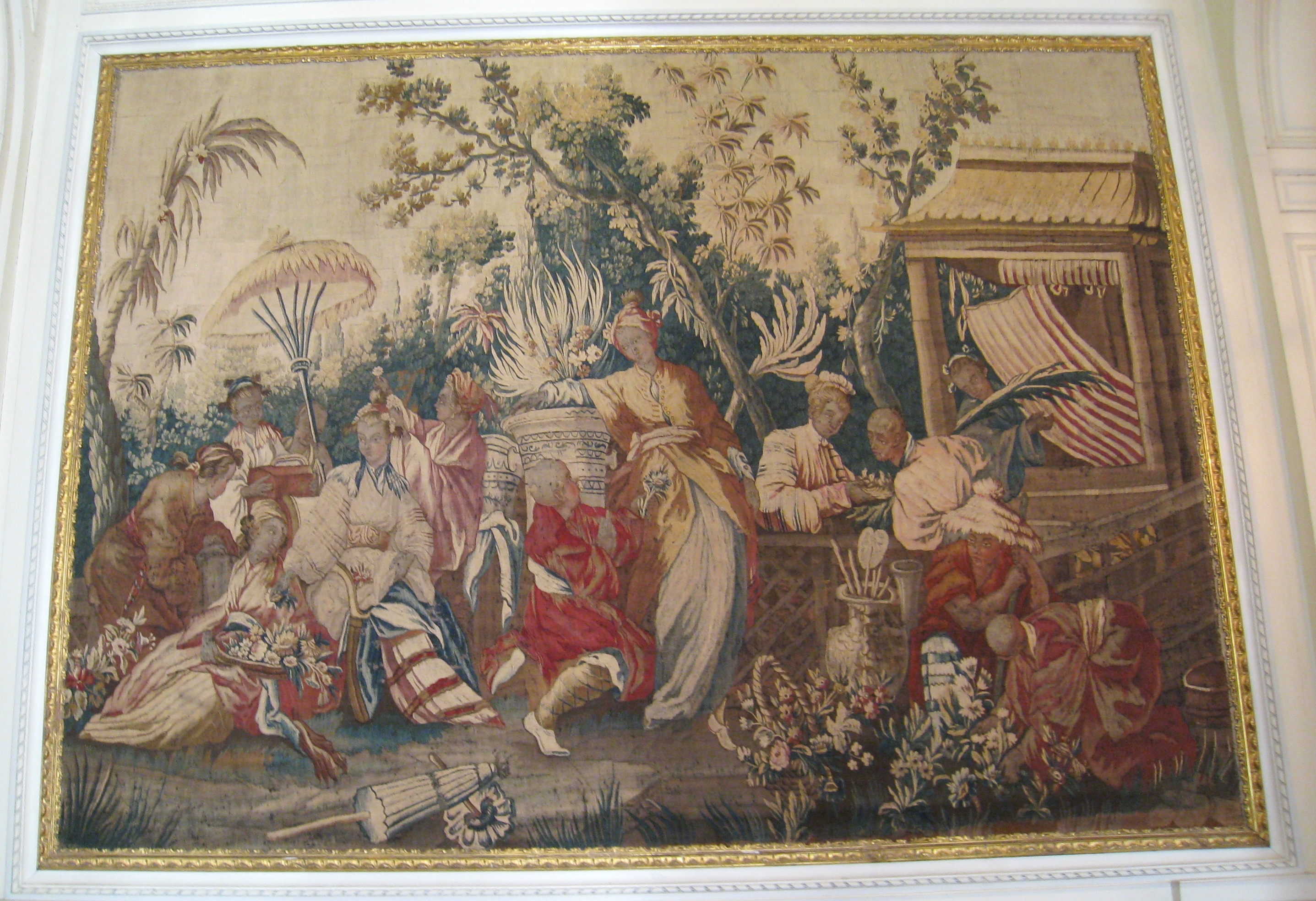
Gobelins tapestry, circa 1680, in the Musée Nissim de Camondo, Paris.
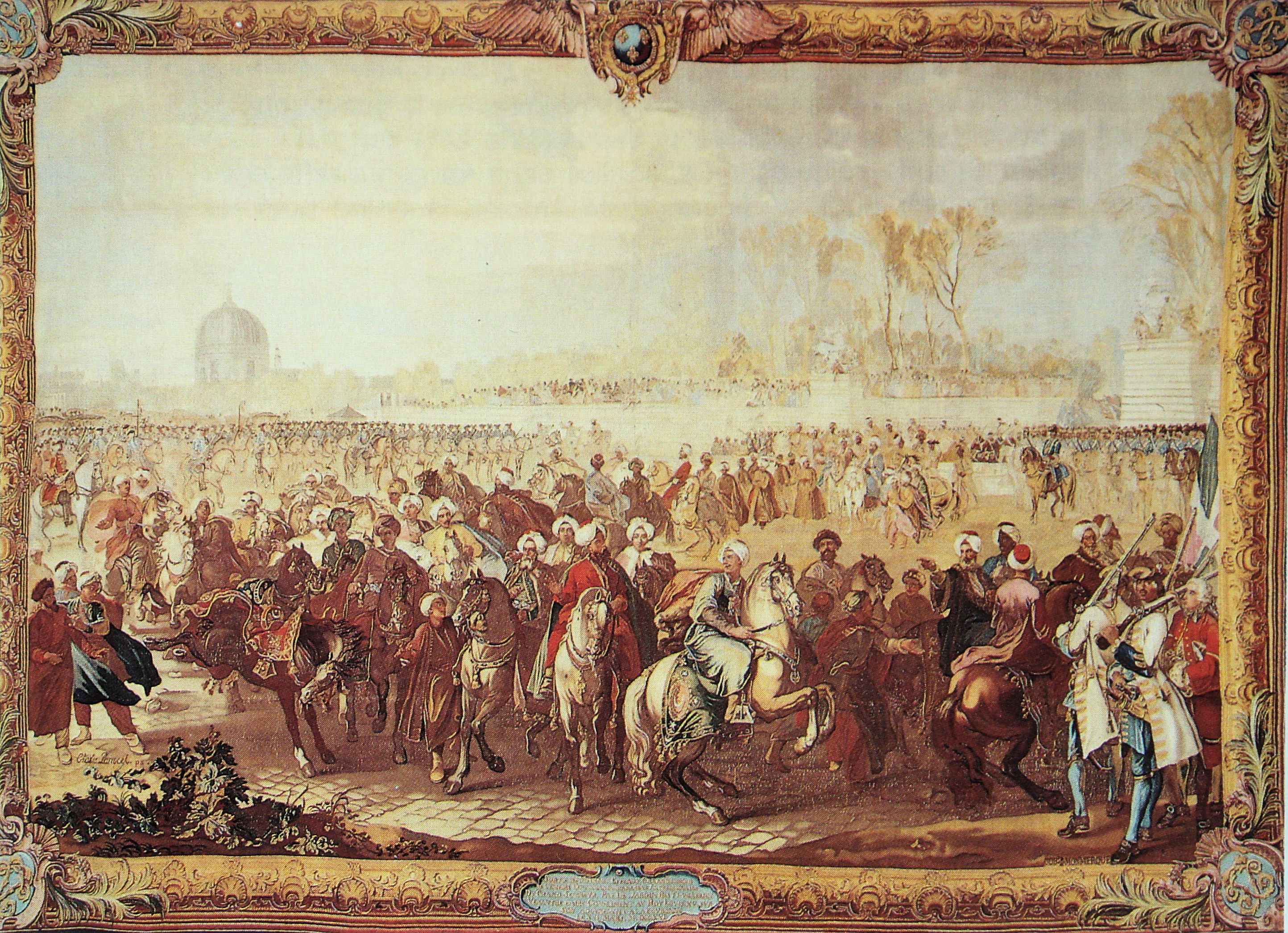
La sortie de l'Ambassadeur Turc du Jardin des Tuileries (Ottoman Empire embassy of Mehemet Effendi), Atelier Lefebvre et Mommerqué, Gobelins, 1734-1737.
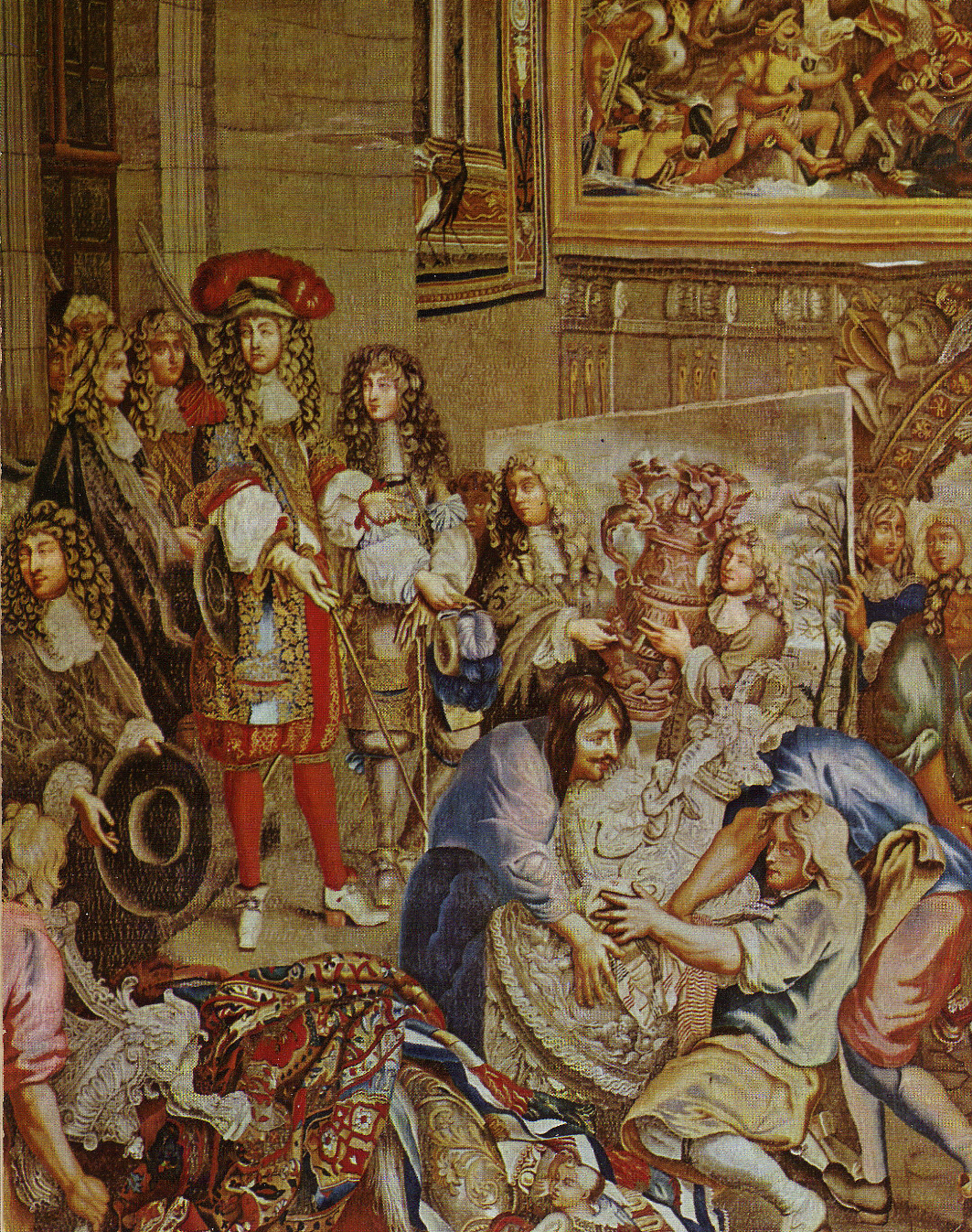
Louis XIV visits the Gobelins with Colbert, 15 October 1667. Tapestry from the series, "Histoire du roi" designed by Charles Le Brun and woven between 1667 and 1672.
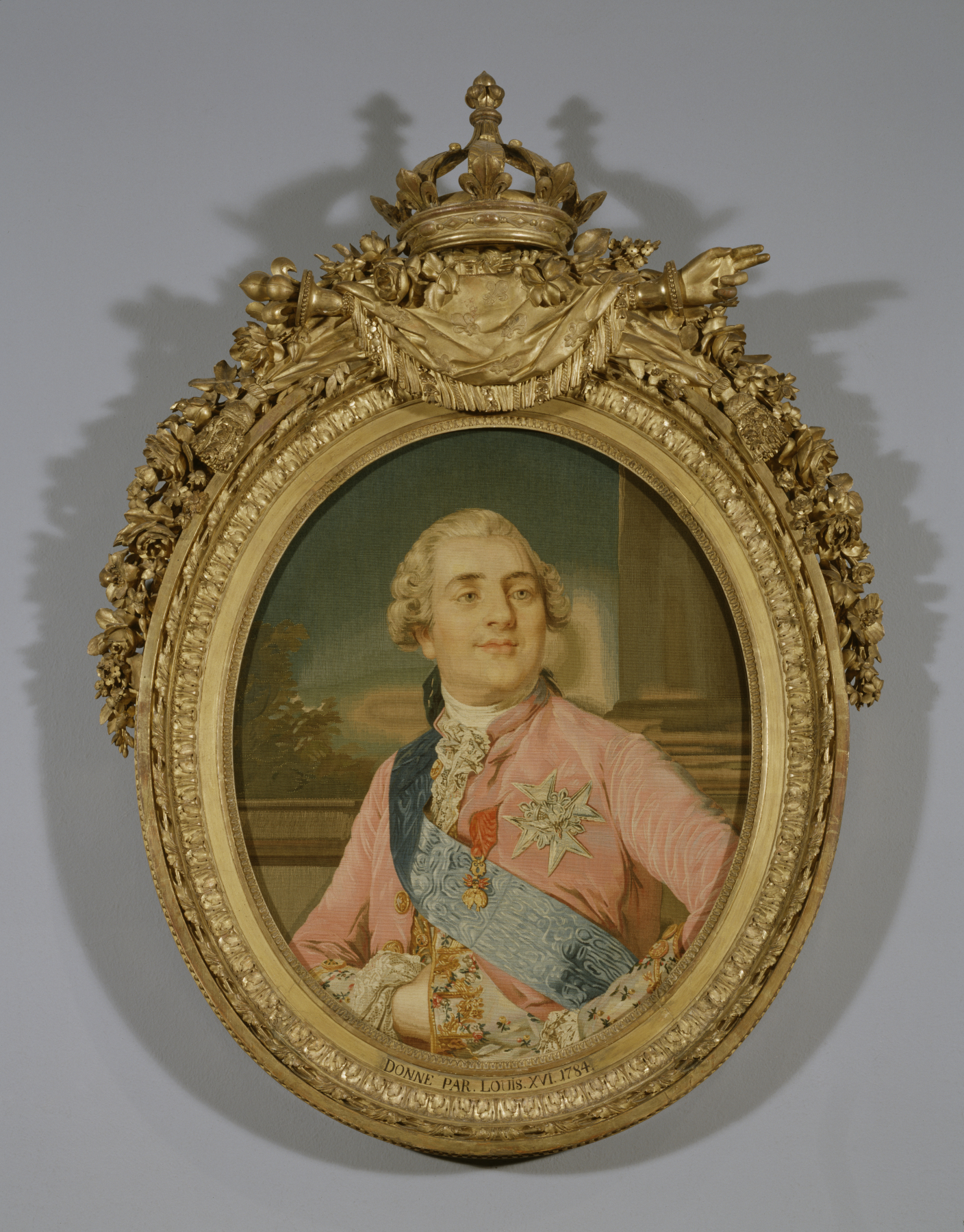
Portrait of Louis XVI (1745-93).  Tapestry produced by Gobelin Manufactory.
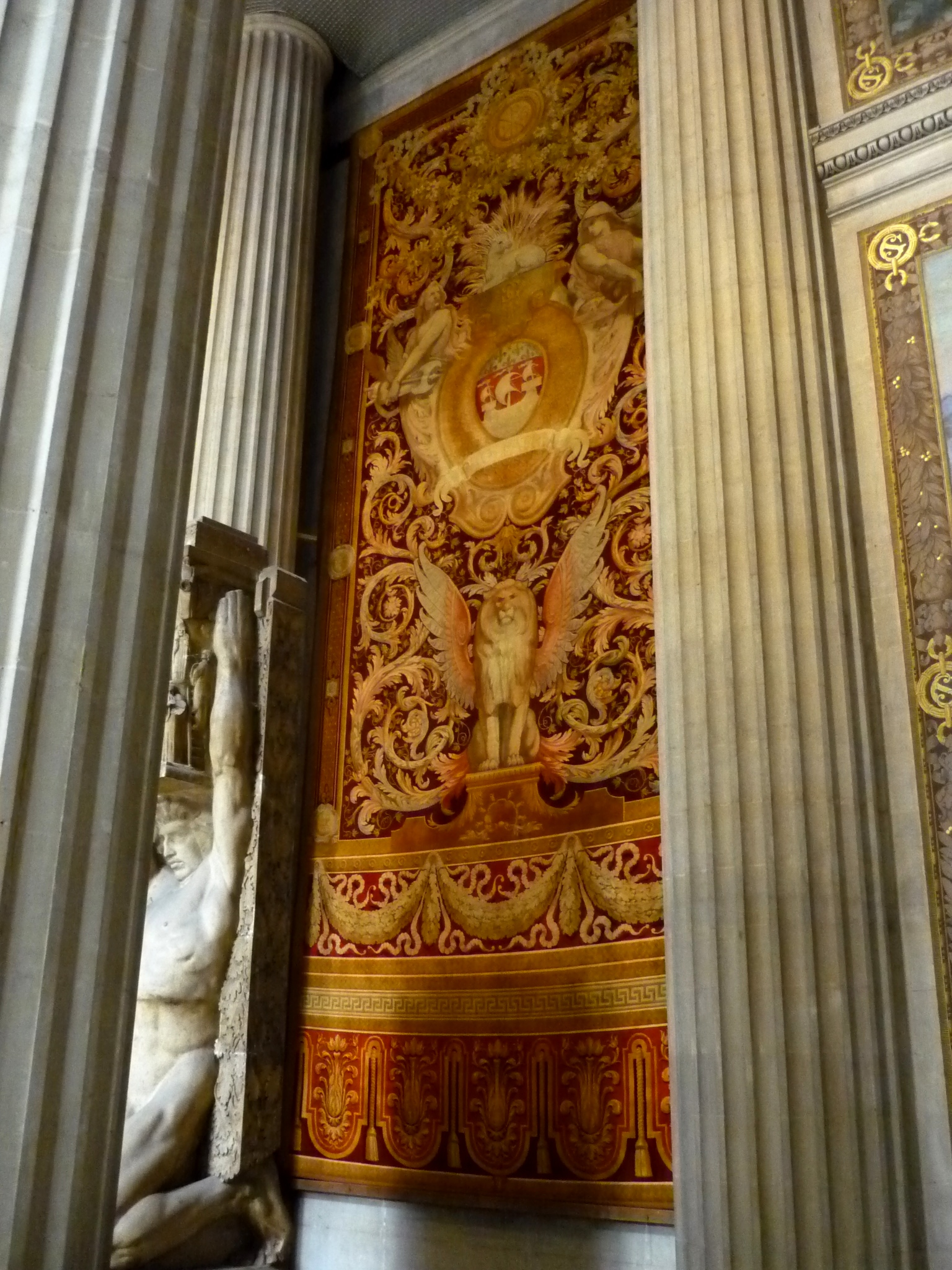
Tapisserie in the Panthéon, Paris
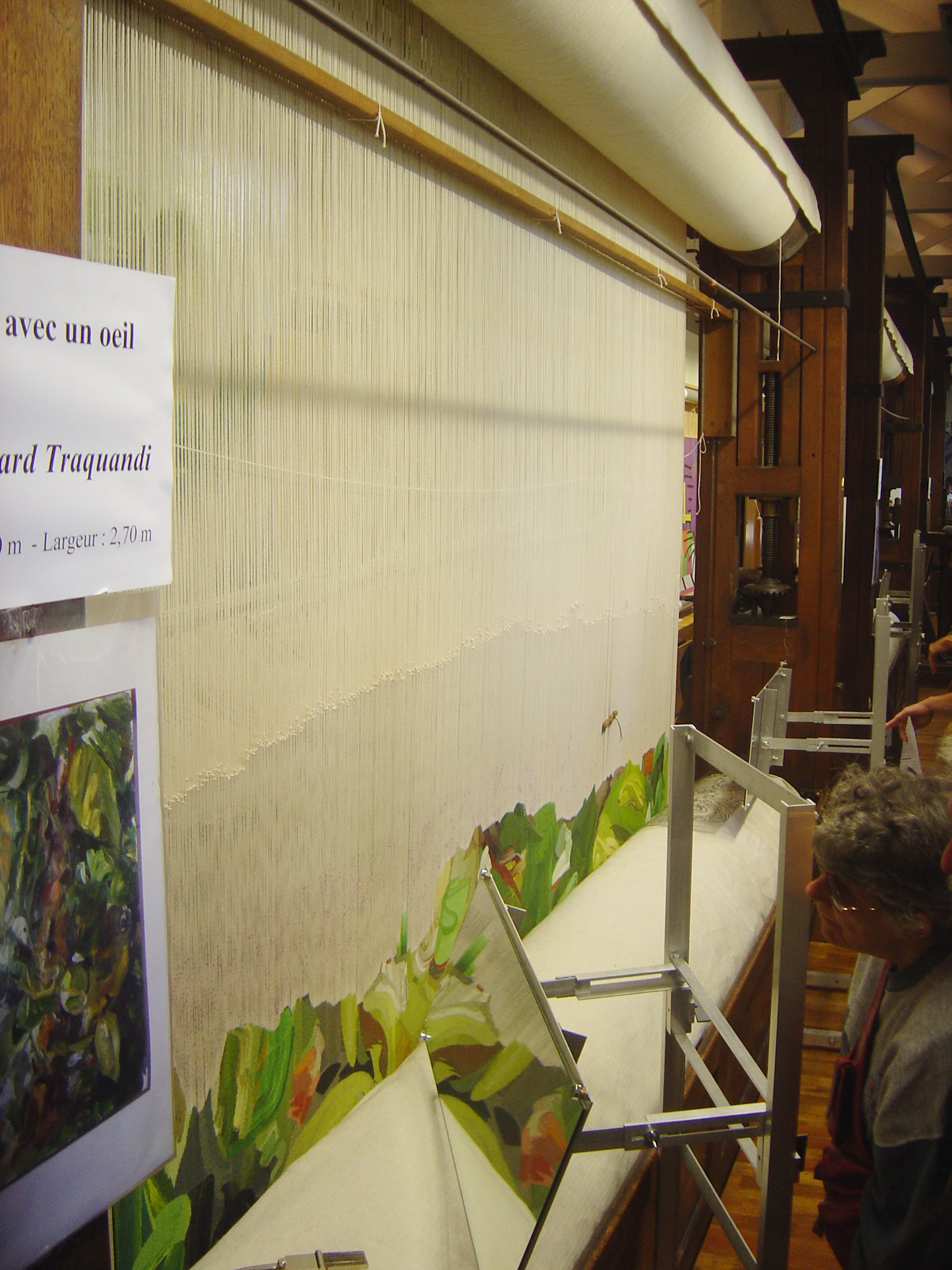
An haute lisse（フランス語版） loom.
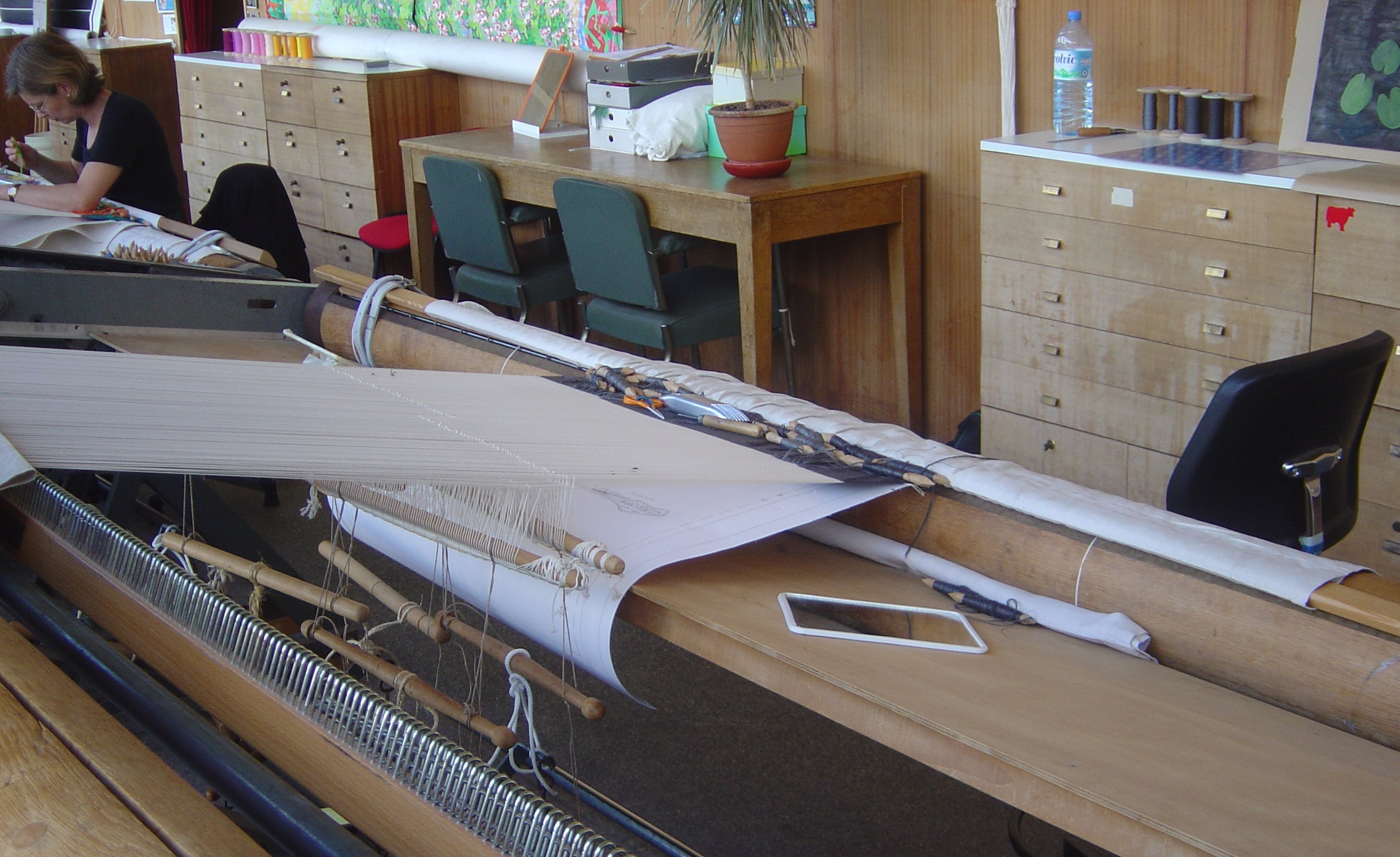
A basse lisse（フランス語版） loom, used for smaller pieces.